# Flo Rida
Pour les articles homonymes, voir Florida et Dillard.
Flo Rida (prononcé : [floʊ raɪdə], « flo-ride-a »), de son vrai nom Tramar Lacel Dillard, né le 16 septembre 1979 à Opa-locka, en Floride, est un rappeur et chanteur américain. Son nom vient du nom de l'État de Floride (sud-est des États-Unis). Ancien basketteur à l'université, il est remarqué par le label Poe Boy Entertainment basé à Miami, dans lequel il s'est engagé. Il a travaillé avec de nombreux artistes.
Flo Rida compte cinq albums : Mail on Sunday publié en 2008, R.O.O.T.S. 2009, Only One Flo (Part 1) 2010, Wild Ones 2012, et My House 2015. L'artiste a plus de 75 millions de téléchargements au total.
Il représente Saint-Marin au concours Eurovision de la chanson 2021, en featuring avec la chanteuse italienne Senhit, avec la chanson Adrenalina.
Plus récemment, soit le 4 juillet 2024, Flo Rida s’est produit sur la scène de Soif de musique, un festival de cinq jours présenté à Cowansville au Québec. Durant sa prestation, il a performé plusieurs de ses classiques tels que Low et Right round. Les spectateurs ont pu découvrir l’artiste Oya Baby en première partie.

## Biographie

### Jeunesse et débuts (1979–2006)
Tramar Dillard est né le 16 septembre 1979,, à Opa-locka, en Floride. Il a sept sœurs, certaines d'entre elles ayant fait du gospel.
Le beau-frère de Dillard était chanteur du groupe local 2 Live Crew ; Dillard se joint à cette période dans un groupe de rap amateur appelé GroundHoggz. The GroundHoggz est un trio, dont les membres 1Bred, Key Lime, et Fist, résidaient dans le même appartement que Dillard, 187 Apartments. Ils se lancent dans l'enregistrement de leurs chansons aux studios Carver Ranches. Après ses études au lycée en 1998, il étudie à l'Université du Nevada, à Las Vegas pendant deux mois puis s'inscrit à la Barry University également pendant deux mois,. Il revient en Floride pour poursuivre sa carrière musicale après avoir reçu un coup de téléphone du label Poe Boy Entertainment. Dillard signe avec Poe Boy en 2006, et collabore sous le nom de Flo Rida avec des artistes tels que Rick Ross, Trina, T-Pain, et Trick Daddy. Un street single promotionnel intitulé Birthday, en featuring avec Rick Ross, est sa première publication. Il fait ses débuts sur le titre Bitch I'm from Dade County extrait de l'album We the Best de DJ Khaled, qui fait participer Trick Daddy, Trina, Rick Ross, Brisco, C-Ride, et Cool and Dre.

### Mail on Sunday(2007–2008)

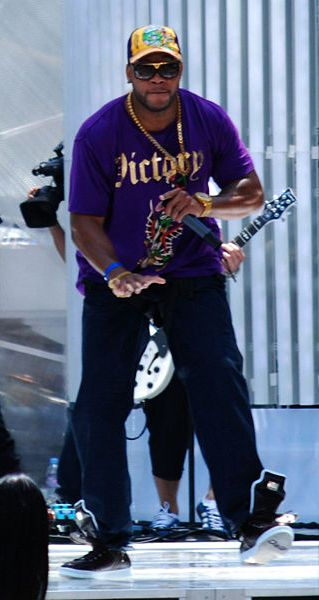
Flo Rida aux Much Music Video Awards de Toronto, au Canada.

Le premier album de Flo Rida, Mail on Sunday, est publié le 18 mars 2008. Le premier single s'intitule Low, en featuring avec T-Pain, qui comporte également la bande originale du film Step Up 2: The Streets. Low atteint la première place du classement Billboard Hot 100 chart. Elevator, en featuring avec Timbaland, In the Ayer en featuring avec will.i.am, et Roll avec Sean Kingston sont publiés par la suite, et atteignent également le Hot 100.
Hormis T-Pain, d'autres artistes participent également à Mail on Sunday. Timbaland, producteur du second single Elevator, participe également à ce dernier. Rick Ross et Trey Songz participent également à l'album, comme Lil Wayne sur la chanson American Superstar, et Sean Kingston sur Roll, qui est écrit avec le rappeur Spitfiya. D'autres comme Birdman, Brisco, et Yung Joc y participent aussi.
Money Right, avec Brisco et Rick Ross, devait être le quatrième single, mais sa sortie est annulée avant la publication du deuxième album de Flo Rida R.O.O.T.S..
Après le succès de Mail on Sunday, Flo Rida participe à d'autres singles RnB, hip-hop, et pop comme Move Shake Drop de DJ Laz, We Break the Dawn de Michelle Williams, au remix de 4 Minutes de Madonna, Running Back de la chanteuse australienne Jessica Mauboy, Feel It de DJ Felli Fel, et au remix de Speedin' de Rick Ross. En été 2008, il joue en direct sur la Fox dans l'émission américaine So You Think You Can Dance et aux 2008 MuchMusic Video Awards au Canada. Il participe aux albums We Global de DJ Khaled, Gutta d'Ace Hood, et The Fame de Lady Gaga, entre autres.

### Only One Flo (Part 1)(2010–2011)
Le troisième album de Flo Rida, Only One Flo (Part 1) est publié le 24 novembre 2010. En mars 2010, Flo Rida annonce sur Twitter le titre de son futur album, The Only One. Billboard annonce la publication de The Only One en format double album. Un single promotionnel, intitulé Zoosk Girl, avec T-Pain, est publié sur Internet, et n'est pas censé faire partie de l'album. Le 28 juin 2010, Flo Rida publie la chanson Club Can't Handle Me en featuring avec David Guetta, prévu comme le premier single de l'album. La chanson est également incluse dans la bande-son de Step Up 3D. Le 2 novembre 2010, Come with Me est publié comme le premier single promotionnel de l'album, avec la chanson Puzzle, produite par Electrixx, qui ne sera pas sur l'album. Le 26 novembre 2010, Turn Around (5, 4, 3, 2, 1) est publié comme le deuxième single promotionnel de l'album sur l'iTunes Store. Il débute 34e du classement Australian Singles Chart le 29 novembre 2010. Après sa publication au Royaume-Uni, la chanson Who Dat Girl est significativement téléchargée, et débute à la 136e place du UK Singles Chart et 31e du UK R&B Chart.
Flo Rida participe également à iYiYi, une chanson de Cody Simpson, et à la chanson Out My Video de LiLana. Flo Rida collabore avec le girl group The Saturdays, pour une nouvelle version de leur single, Higher. En décembre 2010, Flo Rida fonde son propre label, International Music Group, inspiré par la signature de Nicki Minaj avec Lil Wayne. Il signe une jeune rappeuse de 18 ans, Brianna, et Git Fresh chez International.

### Wild Ones(2011–2013)

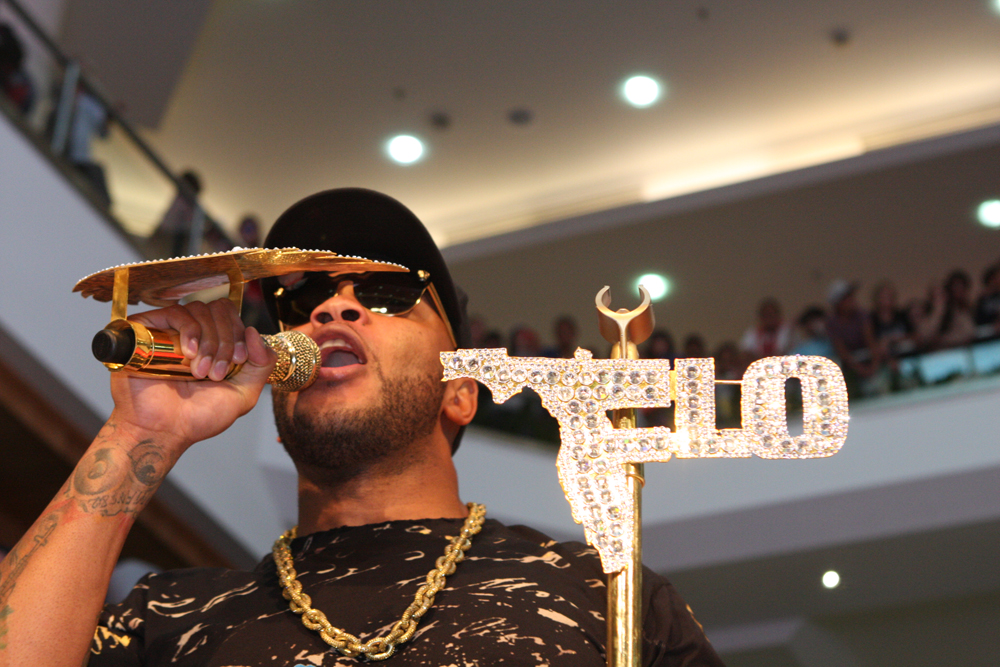
Flo Rida sur scène en 2012

Le quatrième album de Flo Rida, Wild Ones — à l'origine intitulé Only One Rida (Part 2) — sort en juillet 2012. Son premier single s'intitule Good Feeling et est publié le 29 septembre 2011. La chanson reprend Levels d'Avicii. Après la mort d'Etta James le 20 janvier 2012, Flo Rida lui dédie une chanson. La chanson se classe troisième aux États-Unis et première en Australie, en Allemagne et en Écosse.
Le 1er avril 2012, Flo Rida apparaît tout d'abord dans les coulisses de WrestleMania XXVIII avec Heath Slater, Curt Hawkins et Tyler Reks, avant d’interpréter en fin de soirée le show d'entrée pour The Rock. Le 6 avril 2012, un EP inédit intitulé Good Feeling est publié en Australie, contenant six de ses plus gros succès et deux remixes. Il débute 21e de l'Australian ARIA Albums Chart. Le 13 septembre, Flo Rida joue son nouveau single I Cry dans l'émission America's Got Talent. En juin 2013, Flo Rida collabore avec Marc Mysterio sur la chanson Booty on the Floor pour les victimes du marathon de Boston.

### My House(depuis 2014)
Le 29 septembre 2014, Flo Rida publie le premier single extrait de son EP My House, publié en 2015, intitulé G.D.F.R. en featuring avec Sage the Gemini.

## Discographie
- 2008 : Mail on Sunday
- 2009 : R.O.O.T.S.
- 2010 : Only One Flo (Part 1)
- 2012 : Wild Ones
- 2015 : My House

## Filmographie
- 2014 : Silicon Valley, Saison 1 Episode 4 "Obligations Fiduciaires" - lui-même

## Distinctions
| Année | Organisme                  | Catégorie                                                     |
| ----- | -------------------------- | ------------------------------------------------------------- |
| 2009  | ARIA Music Awards          | Single le mieux vendu (Running Back avec Jessica Mauboy)      |
| 2009  | APRA Awards                | Urban Work of the Year (Running Back avec Jessica Mauboy)     |
| 2009  | NT Indigenous Music Awards | Meilleur single de l'année (Running Back avec Jessica Mauboy) |
| 2009  | People's Choice Awards     | Chanson hip-hop préférée (Low avec T-Pain)                    |